# 城郊乡 (唐河县)
城郊乡，是中华人民共和国河南省南阳市唐河县下辖的一个乡镇级行政单位。

## 行政区划
城郊乡下辖以下地区：
陈庄村、后洼村、大井村、王岗村、杨庄村、周庙村、太山村、曾沟村、果园村、谢冲村、朱庄村、秦冲村、王庄村、刘洼村、刘庄村、常岗头村、权庄村、牛庄村、七里井村、七里沟村、八里岗村、刘马洼村、仝营村、北张湾村、小罗湾村、牛园村、方庄村、水田营新村和唐河城郊乡油田基地。